# Савин, Даниил Артёмович
Дании́л Артёмович Са́вин (укр. Данііл Артемович Савін; 29 июня 2005, Луганск) — украинский футболист, полузащитник клуба «Буковина-2».

## Биография
В ДЮФЛУ выступал за «Мариуполь».
В начале января 2021 года переведён в юношескую команду «Мариуполя», в том же сезоне 2020/21 дебютировал и в молодёжном чемпионате Украины. В футболке «Мариуполя» дебютировал 18 сентября 2021 года в проигранном (0:5) домашнему поединку. 8-го тура Премьер-лиги Украины против донецкого «Шахтёра». Даниил вышел на поле на 46-й минуте, заменив Владислава Клименко.